# Kleintastrup
Kleintastrup (dänisch Lille Tostrup) ist ein Ortsteil der Gemeinde Hürup. Der Ort gehörte bis zu ihrer Eingemeindung zum 1. März 2023 zur Gemeinde Tastrup.

## Lage
Kleintastrup liegt 800 Meter westlich des Dorfes Tastrup. Nördlich von Kleintastrup liegt der Flensburger Stadtteil Sandberg und direkt westlich Flensburgs Stadtteil Südstadt. 300 Meter südlich liegt die kleinere Siedlung Tastrupfeld.
Dem Sagenstoff um die fünf bösen Burgherren nach soll auf einem Berg namens Kopperbarg, bei Kleintastrup, in einer kleinen Burg ein Raubritter gehaust haben. 1848 wurde siebenhundert Meter südwestlich von Kleintastrup das Martinsstift eingerichtet, das bis heute existiert. Auf einer recht detaillierten, dänischen Karte von 1857/58 war „Lille Tostrup“ offensichtlich schon eingetragen. Auf der Karte der Preußischen Landesaufnahme um 1879 war Kleintastrup ebenfalls verzeichnet. Es bestand damals offenbar aus nur wenigen Gebäuden, die vermutlich zu einem Bauernhof gehörten. Die Siedlung Kleintastrup entstand im Wesentlichen erst nach dem Zweiten Weltkrieg. Es entstanden offenbar zahlreiche kleine Einfamilienhäuser entlang der Straße „Am Koppelberg“ und der Straße „An der Nybro“.